# Werner Kropp

Werner Kropp

Werner Kropp (* 17. Mai 1899 in Leipzig; † 21. März 1946 im Speziallager Nr. 2 Buchenwald) war ein deutscher Politiker (NSDAP) und SA-Führer.

## Leben und Wirken
Nach dem Besuch der Bürgerschule in Leipzig wurde Kropp an der Buchhändler-Lehranstalt in derselben Stadt unterrichtet. Von 1913 bis 1917 wurde er zum Sortimentsbuchhändler ausgebildet. Von 1922 bis 1930 war er als Handelsvertreter tätig.
Politisch engagierte Kropp sich seit 1920 in der völkischen Bewegung. Während des Verbots der NSDAP gehörte Kropp dem Frontbann und der Nationalsozialistischen Freiheitsbewegung (NSFB) an. Nach der Neugründung der NSDAP trat Kropp zum 1. April 1925 der Partei wieder bei (Mitgliedsnummer 1.211). Kropp war 1931 in der Partei hauptamtlich als Kreispropagandaleiter tätig. 
Seit dem 1. Januar 1933 gehörte Kropp der Stadtverordnetenversammlung von Leipzig an. Sein Mandat für diese Körperschaft legte er am 1. November 1934 wegen der Dienstversetzung zur Gauleitung in Dresden nieder.
Im Dezember 1934 zog Kropp im Nachrückverfahren für den ausgeschiedenen Abgeordneten Friedrich Bolte in den nationalsozialistischen Reichstag ein, in dem er bis zum Ende der NS-Herrschaft im Frühjahr 1945 den Wahlkreis 16 (Südhannover-Braunschweig) vertrat.
Seit dem Jahresende 1934 war Kropp bei Hauptdienstleiter Rudolf Schmeer in der Organisationsleitung der Reichsparteitage tätig. Am 30. Januar 1936 erfolgte außerdem seine Ernennung zum Reichsamtsleiter.
Zum 20. April 1944 wurde er zum SA-Brigadeführer befördert.